# 尾崎真実
尾崎 真実（おざき まみ、3月22日 - ）は、日本の女性声優。千葉県出身。ハルクオリア所属。

## 略歴
パワー・ライズ（合併前はトリトリオフィス）退所後、フリー期間を経て、2020年1月よりオフィス ワタナベ、同年7月より仙台エリによる新設事務所のグリーンノートに所属。2023年5月末をもってグリーンノートを退所し、再度フリーとなる。2024年6月1日よりハルクオリアに所属。
2020年12月31日、自身のTwitterにて、結婚したことを報告した。

## 出演
太字はメインキャラクター。

### テレビアニメ
2012年
- ガールズ&パンツァー（2012年 - 2013年、五十鈴華）

2014年
- そにアニ -SUPER SONICO THE ANIMATION-（綿抜フウリ）
- ウィッチクラフトワークス（ローラン）
- ハピネスチャージプリキュア!（2014年 - 2015年、椎名えれな、トウマ、子供、インコ、園児）

2015年
- デュラララ!!×2 承（友人の母）
- ブレイブビーツ（白井先生、星野明美）

2016年
- 銀魂゜（嬢）
- ヘボット!（2016年 - 2017年、カスリーナ、トゥル子 / 山田、めみ子、カスカス魔女、ヤヨ / ウグイスのジョウ、チビタウロス、デスカマキリ、モエナイ）

2017年
- Dies irae（看護師）

2018年
- ラストピリオド -終わりなき螺旋の物語-（ミモザ）

### 劇場アニメ
- かっぱのすりばち（2012年、ヤスベエ）
- 映画 プリキュアオールスターズNewStage3 永遠のともだち（2014年、男の子）
- ガールズ&パンツァー 劇場版（2015年、五十鈴華）

### OVA
- ひぐらしのなく頃に礼（2009年、看護婦A）
- ガールズ&パンツァー これが本当のアンツィオ戦です!（2014年、五十鈴華[13]）
- ガールズ&パンツァー 最終章（2017年 - 2023年、五十鈴華、アンダルシア[14]）

### ゲーム
2010年
- アルファディアIV（テターニャ・アルファレイア）
- 最果ての騎士 -Verse of Galaxy Abyss-（レーア）

2011年
- PhaseD 白影の章 / 朱姫の章（佐山操） - 2作品

2012年
- Solomon's Ring 〜火の章〜（フローラ）

2013年
- アルファディア　ジェネシス（コロネ）
- Solomon's Ring 風の章 / 水の章 / 地の章（フローラ）
- 嫁コレ（五十鈴華）

2014年
- 82Hブロッサム（高野遥）
- ガールズ&パンツァー 戦車道、極めます!（五十鈴華）
- ガールズ＆パンツァー公式戦車道ボードゲーム 『ぱんつぁー・ふぉー！』※ゲームのルール解説DVD
- 相州戦神館學園 八命陣 天之刻（芦角花恵）
- ソニプロ（綿抜フウリ）
- テイマーズダンジョン（クー）
- アルフヘイムの魔物使い（イシス）
- 不思議の幻想郷3（秋静葉、綿月依姫）
- World of Tanks（五十鈴華） - 追加ボイスパッチ

2015年
- グロリアスセイバー（マフユ）
- 不思議の幻想郷 -THE TOWER OF DESIRE-（秋静葉、綿月依姫）
- レヴナントドグマ（リリス）

2016年
- 桜花裁き斬（沖田紫乃）
- かんぱに☆ガールズ（ヴェルグ・ヴューゼ、ジスレーヌ・シャネル）
- PriministAr -プライミニスター-（比古咲花蓮）
- プラマイウォーズV（神宮夏瑠）
- 星織ユメミライ Converted Edition（沖原美砂）
- Magical Stone（ティナ、イザベラ）

2017年
- クイズRPG 魔法使いと黒猫のウィズ（トゥーラ、シュシュ）
- クラッシュ・オブ・パンツァー（ドリス・D・アイゼンハワー）
- 千の刃濤、桃花染の皇姫（エルザ・ヴァレンタイン）
- プリンセス・プリンシパル GAME OF MISSON（マリア・フローレンス）
- UNDER NIGHT IN-BIRTH（2017年 - 2024年、カグヤ、村山、ヒロハ） - 3作品

2018年
- ガールズ&パンツァー ドリームタンクマッチ（五十鈴華）

2019年
- 不思議の幻想郷 -ロータスラビリンス-（綿月依姫 他）
- ガーディアン・プロジェクト（ニューオーリンズ）

2020年
- ラストピリオド -終わりなき螺旋の物語-（ミモザ）
- ピオフィオーレの晩鐘 -Episodio1926-（エレナ・クローチェ）

2023年
- 逆転オセロニア（ルナフロウ）

2024年
- 八剱伝Switch版（山武雨眞、孔明）

### ドラマCD
- 穢翼のユースティア（ヴァリアスの嫁、カイムの母）
- ドラマCD sweet pool -駒波学園 学園祭-（芹沢枝里香）
- バカとテストと召喚獣（遠藤）
- 薔薇色の人生（ゆり）
- Lamento -BEYOND THE VOID- Drama CD Rhapsody to the past（ミナ）

### 吹き替え
- 凹凸世界（2019年、アイビー[39]）

### ラジオ
※はインターネット配信。
- 1314式☆総合萌えミリ演習（2013年 - 2015年、ラジオ大阪、アニメイトTV※、ニコニコ動画そうもえんチャンネル※）[40]

### 舞台
- 劇団ガソリーナ・リーディングドラマ『ファンレターズ』（6月17日・18日、新宿シアターミラクル)

### その他コンテンツ
- フレッツ・テレビ（キャンペーン店頭MC）
- おかざき漬物店（岡本理恵＆尾崎真実歌ものサークル）[41]

## ディスコグラフィ

### キャラクターソング
| 発売日         | タイトル                                                                                              | 歌                   | 楽曲                                                  | 備考                                                   |
| 2010年代       | 2010年代                                                                                              | 2010年代             | 2010年代                                              | 2010年代                                               |
| -------------- | --- | -------------------- | ----------------------------------------------------- | ------------------------------------------------------ |
| 2012年11月7日  | Enter Enter MISSION!                                                                                  | あんこうチーム       | 「Enter Enter MISSION!」 「それゆけ！乙女の戦車道!!」 | テレビアニメ『ガールズ&パンツァー』エンディングテーマ  |
| 2012年12月5日  | ガールズ&パンツァー キャラクターソング vol.3 五十鈴華                                                 | 五十鈴華（尾崎真実） | 「咲いたはな」 「なんて素敵な理想像！」               | テレビアニメ『ガールズ&パンツァー』関連曲              |
| 2013年8月7日   | ガールズ&パンツァー ファンディスクCD ディープパンツァーCDです！                                       | あんこうチーム       | 「戦車道行進曲」 「雪の進軍」                         | テレビアニメ『ガールズ&パンツァー』関連曲              |
| 2017年12月13日 | Enter Enter MISSION! 最終章ver.                                                                       | あんこうチーム       | 「Enter Enter MISSION! 最終章ver.」                   | OVA『ガールズ&パンツァー 最終章』エンディングテーマ    |
| 2017年12月13日 | Enter Enter MISSION! 最終章ver.                                                                       | あんこうチーム       | 「Long and Shining Road」                             | OVA『ガールズ&パンツァー 最終章』イメージソング        |
| 2020年代       | |                      |                                                       |                                                        |
| 2023年2月16日  | パチンコ・パチスロ『ガールズ&パンツァー 劇場版』ボーカルミニアルバム「音楽道、まだまだ邁進中です!!!」 | あんこうチーム       | 「Keep On Marching」                                  | パチンコ・パチスロ『ガールズ&パンツァー 劇場版』関連曲 |

### ユニットメンバー
1. 1 2 3 4  西住みほ（渕上舞）、武部沙織（茅野愛衣）、五十鈴華（尾崎真実）、秋山優花里（中上育実）、冷泉麻子（井口裕香）

### シリーズ一覧
1. ↑  『exe:Late[st]』（2017年）、『exe:Late[cl-r]』（2020年）、『Ⅱ Sys:celes』（2024年）